# Timea Vagvoelgyi
Timea Vagvoelgyi (s maďarskou diakritikou a obvyklým psaním příjmení napřed Vágvölgyi Tímea; * 20. listopadu 1975 Budapešť) je pornoherečka a také známá wrestlingová zápasnice.

## Život

### Studium
Vystudovala pedagogiku na Budapešťské univerzitě Loránda Eötvöse. Než začala točit pornografické filmy, učila na základní škole.

### Pornoherečkou
Svoji kariéru začala jako obyčejná modelka, poté přešla roku 1994 k pornografii. Do roku 1998, kdy z branže odešla, spolupracovala hlavně s firmou Private Media Group. Tvrdila, že je lesba, a proto upřednostňovala vystupování v lesbických scénách. Mluví plynně německy. V mnoha scénách nosí stejné bílé boty a téměř vždy má na pravém prostředníčku velký prsten. Její nejvýznamnější filmy byly natočeny ve Francii, Španělsku a Maďarsku.
Známé pornoherečky, se kterými hrála, jsou Kelly Trump, Regina McDavisová a Ursula Mooreová.
Vagvoelgyi má jako mnoho evropských pornohvězd, velmi „přírodní“ vzhled. Je také známá relativně velkými malými stydkými pysky. Neměla žádné tetování ani piercing, což je u současných pornohereček dost neobvyklé.

### Wrestlingovou zápasnicí
Jako profesionální wrestlingová zápasnice se účastnila především soubojů, ve kterých zápasily nahé ženy. Tyto její souboje pořádala v letech 1996 a 1997 organizace Danube Women Wrestling (česky Dunajský ženský wrestling), sídlící ve Vídni. V tomto období byla mezi fanoušky wrestlingu velmi oblíbená díky svému „omračujícímu vzhledu“ a agresivnímu stylu boje.

## Základní informace
- Výška: 169 cm
- Váha: 62 kg
- Barva očí: zeleno-hnědá
- Barva vlasů: blond (přírodní brunetka)
- Prsa: bez implantátů, velikost 34B (v palcích)
- Další používaná jména: Olinka Ferova, Timea Margot, Margot Depard, Cindy Miel, Katalyn Cica, Margot, Timea, Katarina

## Filmy
- Chateau de Passion (pouze ve Francii)
- Private Casting 10
- Private Video Magazine 19
- Private Video Magazine 20
- Private Video Magazine 21
- Lust Treasures
- Cannes Fantasies
- Starlovers
- Dangerous Dreams I - Rache ist süß (pouze v Německu)
- Dangerous Dreams II - Die Macht des Geldes (pouze v Německu)
- Dangerous Dreams III - Verratene Liebe (pouze v Německu)
- Lover’s Lane
- Fick Boutique (pouze v Německu)
- Le Awenture di Turpex 1
- Junges Fleisch und alte Böcke (pouze v Německu)
- DWW 42 - „Timea“ (film o wrestlingu)
- DWW 47 - Battle of the Blondes (film o wrestlingu)